# Renée Hamon
Pour les articles homonymes, voir Hamon.
 (mars 2015).
Renée Hamon (née à Vitré le 24 juin 1897 et morte le 27 octobre 1943 à Vannes) est une écrivaine française, autrice de récits de voyage tout particulièrement consacrés à l'Océanie. Sa correspondance avec Colette de 1932 jusqu’au 23 octobre 1943 a permis de conserver les lettres de cette dernière sous le titre Lettres au Petit Corsaire, selon le surnom donné par Colette à Renée Hamon.

## Biographie

### Premières années
Limousine par sa mère Anne-Louise Gontier, bretonne par son père Florian-Louis Hamon, commis aux impôts, Renée Hamon naît à Vitré le 24 juin 1897. En 1900, sa mère divorce et se remarie. Renée est élevée par sa grand-mère avec qui elle reste liée jusqu'à sa mort. Elle entre au collège Quimperlé puis au lycée à Orléans. Elle arrête ses études en 2de. À 20 ans, le 6 juin 1917, Renée Hamon se marie à Auray avec Michel-Paul Faure, graveur de métier. Ils ont un enfant, l’accouchement se passe mal, l’enfant meurt, et le couple divorce en mars 1920.

### Vie d'aventure

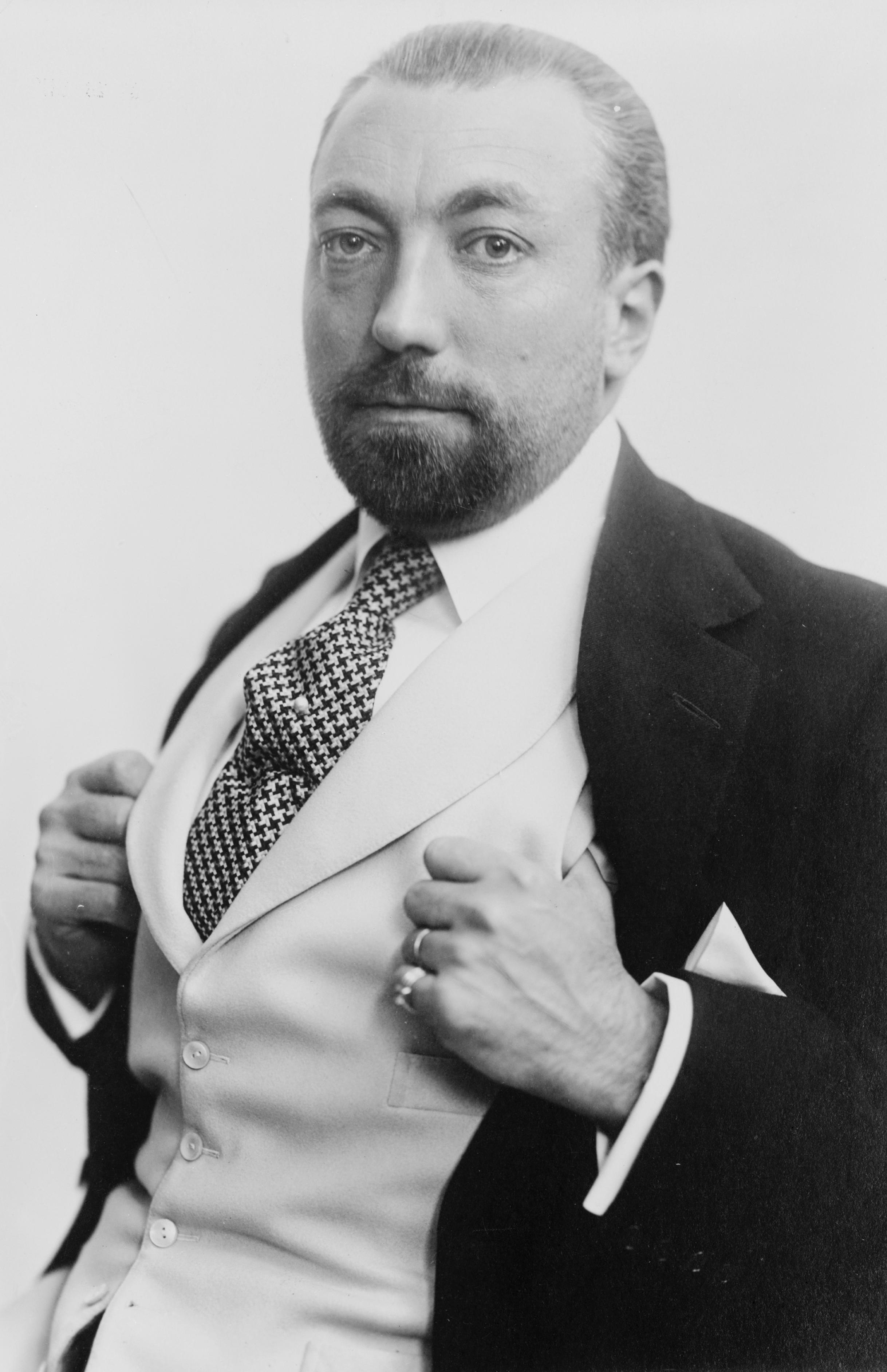
Paul Poiret, grand couturier parisien de la Belle Époque que connaissait Renée Hamon.

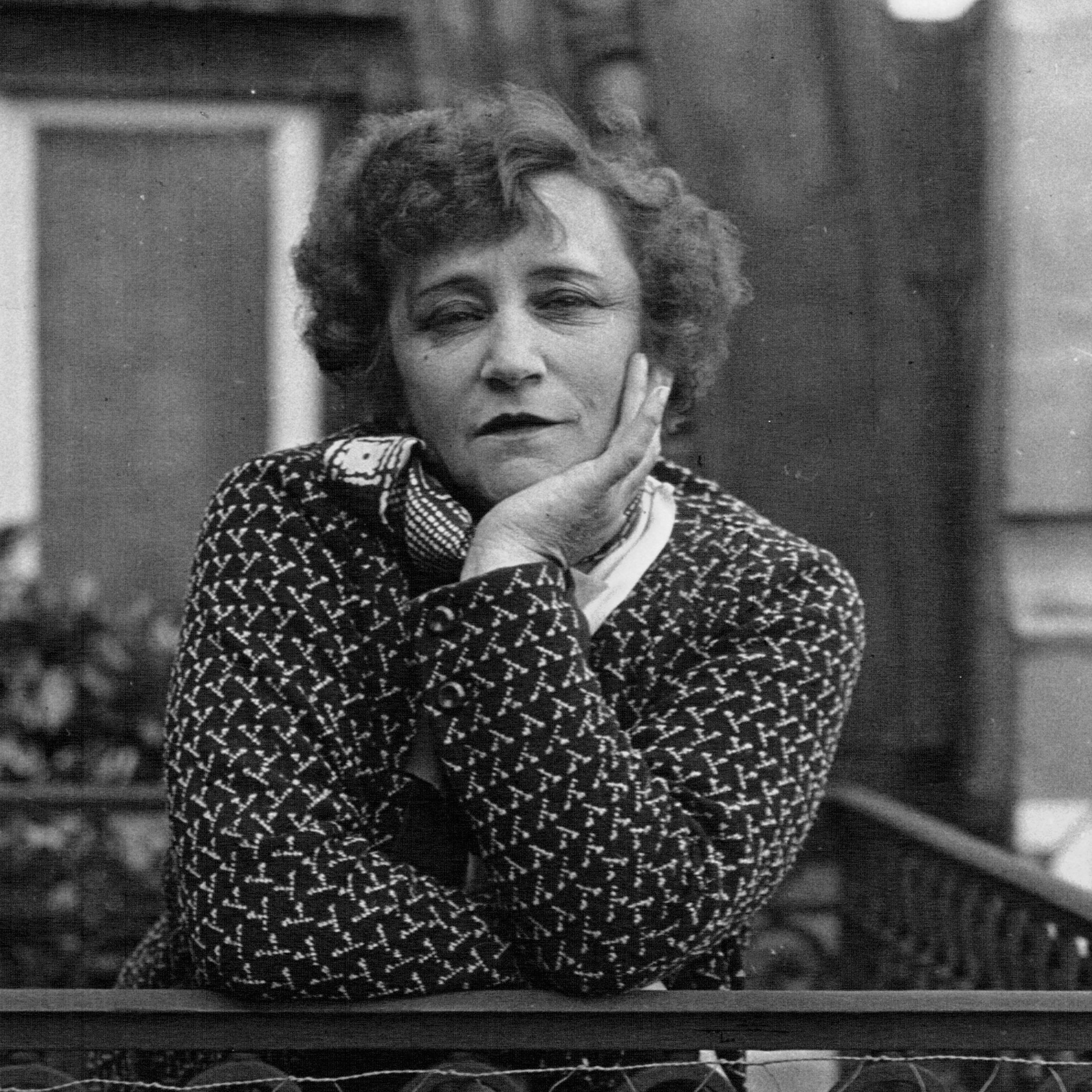
La rencontre de Colette, un autre événement marquant de la vie de Renée Hamon.

À Paris, pendant la guerre, elle rencontre un soldat américain. Elle décide de le rejoindre au Texas où il exerce le métier de bourrelier. Cette vie ne lui convient pas. Renée Hamon devient répétitrice près de New York pendant dix-huit mois puis regagne la France. À Nantes, un journaliste l’invite à Paris. À Paris, le métier de modèle pour peintres et photographes lui permet de survivre. Elle fréquente le monde de l’art et des artistes. C’est à cette époque qu’elle rencontre Pierre Borel, biographe de Marie Bashkirtseff, de Maupassant, et de Courbet. Elle se passionne pour la vie de la peintre et sculptrice Marie Bashkirtseff, morte à 24 ans. En 1925, elle écrit au grand couturier Paul Poiret. Son idée est d’intégrer le milieu de la mode. Paul Poiret tombe sous son charme et lui fait rencontrer Colette. Sa correspondance avec l’écrivaine commence.
En 1928 ou en 1929, elle se marie avec Harald Heyman. Le traducteur suédois de Samuel Johnson a trente ans de plus qu’elle. Elle va faire le tour du monde à bicyclette de 1933 à 1936. 
En 1936, elle embarque sur le bateau La Pérouse pour les Nouvelles-Hébrides. 
En 1937, Pierre Borel lui offre la canne sculptée de Paul Gauguin, et la voyant curieuse de découvrir ce qui a survécu de l’héritage du peintre à Tahiti, il lui obtient un passage à bord de La Recherche, paquebot des Messageries maritimes qui part de Marseille pour Tahiti, via la Martinique et le canal de Panama.
De 1936 à 1938, elle publie ses reportages souvent accompagnés de ses propres photographies dans le quotidien L'Intransigeant, Ève, le magazine VU, Beaux-Arts, l'hebdomadaire Voilà. Parfois accompagnée par le photographe Pierre Potentier, elle parcourt Papeete, Moorea, Huahine, Bora-Bora et Maupiti, entre autres îles.
Elle témoigne des injustices faites à la population autochtone. Elle dénonce la colonisation et les carences du gouvernement français. À son retour en France, Renée Hamon utilise toute son énergie et ses appuis politiques pour que son compte rendu change la situation des Tahitiens. Elle rencontre Georges Mandel, ministre des Colonies. La guerre et la maladie l'empêche de repartir .
C'est en 1938, après l'Anschluss que Colette lui fait rencontrer Erna Redtenbacher avec qui elle devient amie. Renée Hamon lui fait découvrir la Bretagne en l'invitant à La Trinité-sur-Mer où elle loue une maison. Elle lui présente Christiane Denayer qui deviendra sa compagne jusqu'à leur suicide en juin 1940 à Saint-Philibert.
Maurice Saurel - oncle de Francis Ponge par sa mère Juliette Saurel - l'aide durant les dernières années de sa vie, car sa situation financière est difficile.
Maurice Goudeket évoque le projet d’écrire sur « Colette et l’amitié » qu'avait Renée Hamon, d’où les notes qu’elle prenait sitôt revenue de ses rendez-vous ou passages chez son amie célèbre, déjà harcelée et clouée au lit par ses rhumatismes articulaires. Renée la vouvoie, Colette la tutoie. Renée conserve les lettres de son aînée ; on ne retrouvera jamais les lettres de Renée.
Colette s’attache, est fascinée et l’aide à se faire publier. Elle l’appelle « mon petit messager volant », « mon petit corsaire en cale sèche », « mon petit corsaire en radoub ».
Renée Hamon meurt à 46 ans, le 27 octobre 1943, à Vannes. A  sa mort, Colette, profondément touchée, décrit Renée comme « ce petit être solitaire, qui a passé sans nuire à personne ».

## Œuvres
- The recluse of the Pacific. Paul Gauguin's life in Tahiti and the Marqueses [S.l.], [1939] Extr. de : "Geogr. Magazine". Febr. 1939 pp. 263-276, n. fig.
- Gauguin, le solitaire du Pacifique, préface de Robert Rey., éditions Vigot Frères, 1939, Plaquette petit in-8 brochée, 47 p. 41 photographies in texte et documents inédits.
- Aux îles de lumière, éditions Flammarion, 1939, préface de Colette.
- Amants de l'Aventure, éditions Flammarion, 1943, 224 pages.
- Édition numérique de Gauguin, le solitaire du Pacifique et de Aux îles de lumière
- journal, 1936-1940, in: Lettres à Hélène Picard, à Marguerite Moreno, au petit corsaire; [texte établi et annoté par Claude Pichois et Roberte Forbin] ; [préf. par Maurice Goudeket]. -  [Paris] : Flammarion, 1988, 232-356-153 p.